# Meta bourneti
Meta bourneti är en spindelart som beskrevs av Simon 1922. Meta bourneti ingår i släktet Meta och familjen käkspindlar. Inga underarter finns listade i Catalogue of Life.